# Hazel Hunkins Hallinan

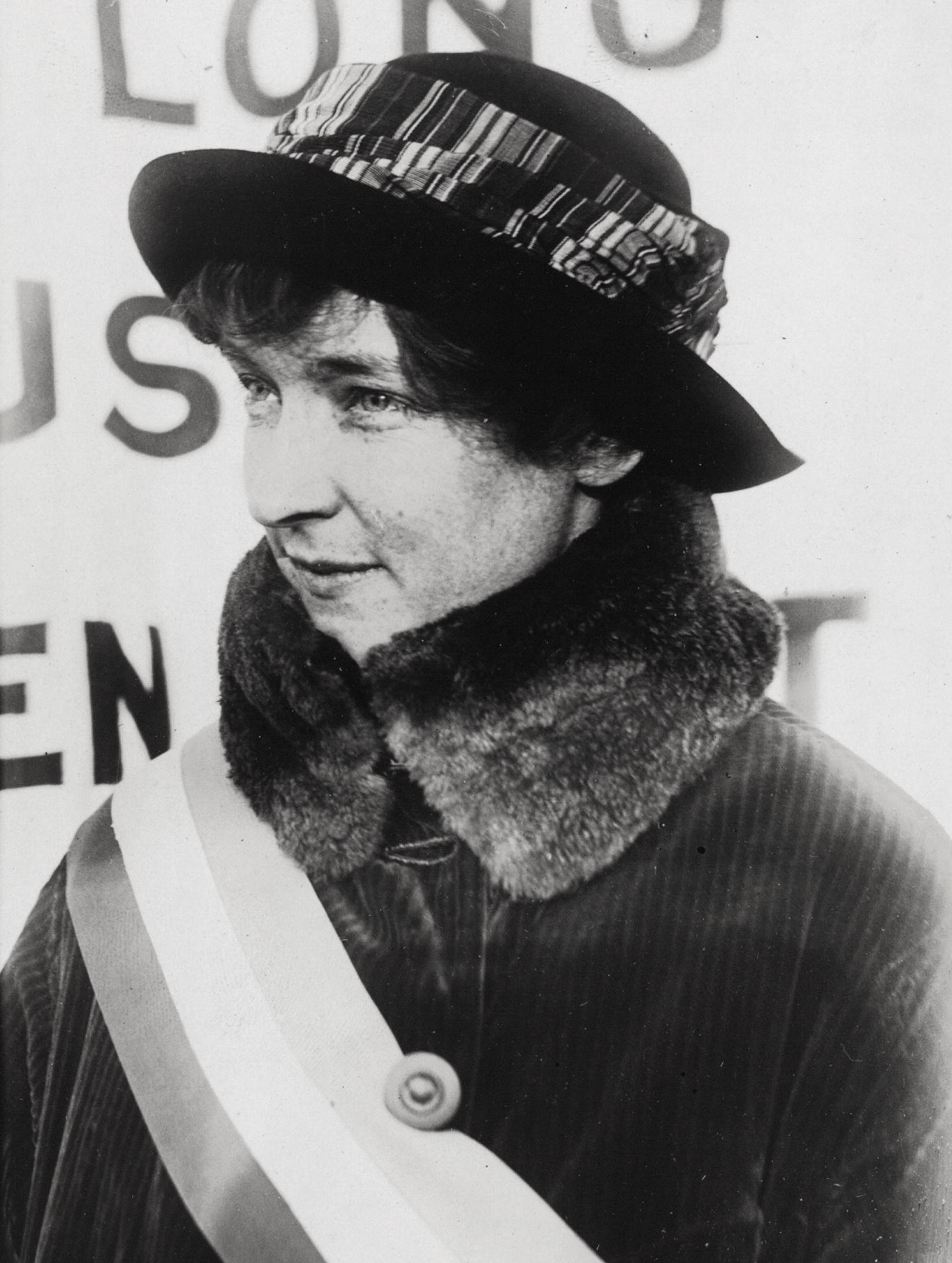
Hazel Hunkins, 1917

Hazel Hunkins-Hallinan (* 6. Juni 1890 in Aspen, Colorado, Vereinigte Staaten; † 17. Mai 1982 in London, England) war eine amerikanische Chemikerin, Journalistin und Aktivistin. Sie war Mitglied der Silent Sentinels, einer Frauengruppe, die durch ihren öffentlichen Protest und die anschließende Verhaftung am Weißen Haus berühmt wurde.

## Leben und Werk
Hallinan war die einzige Tochter des Bürgerkriegsveteranen und Juweliers Lewis Hunkins und der englischen Emigrantin Ann Whittingham Hunkins. Sie wuchs in Billings, Montana, auf und erhielt 1908 ihren Abschluss als Jahrgangsbeste an der Billings High School. 1913 erwarb sie einen Bachelor-Abschluss in Chemie am Vassar College und hielt anschließend drei Jahre lang Chemievorlesungen für Studienanfänger an der University of Missouri mit besonderem Schwerpunkt auf Agrarökonomie. Gleichzeitig begann sie ihr Masterstudium in Chemie.
Aufgrund von Vorurteilen an der Universität wurde ihr eine Beförderung verweigert, obwohl sie über höhere Qualifikationen als ihre männlichen Kollegen verfügte. Traditionelle gesellschaftliche Erwartungen zwangen sie nach Hause zurückzukehren, um ihre schwerkranke Mutter zu pflegen. Sie bewarb sich um eine Stelle als Chemielehrerin an der Billings High School, wurde jedoch darüber informiert, dass für die Stelle nur Männer in Betracht gezogen würden. Ihre Bewerbungen bei Chemielaboren im ganzen Land führten zu über 200 Ablehnungen. In allen Fällen wurde als Begründung angegeben, dass dort keine Chemikerinnen beschäftigt seien.

## National Woman’s Party und Mahnwachen vor dem Weißen Haus

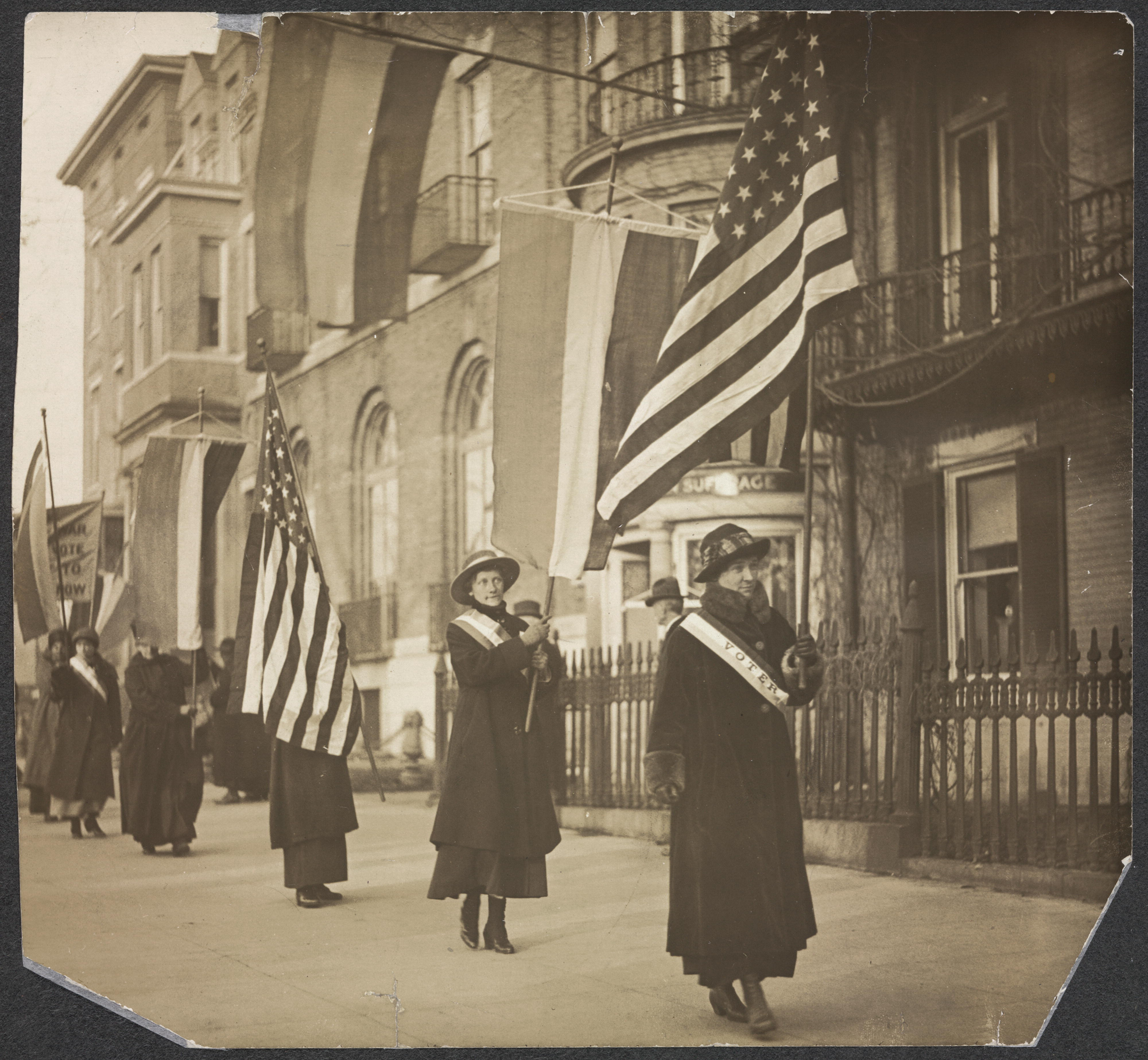
Hazel Hunkins Hallinan, die die amerikanische Flagge trägt, trägt eine Schärpe mit der Aufschrift Voter, 1917

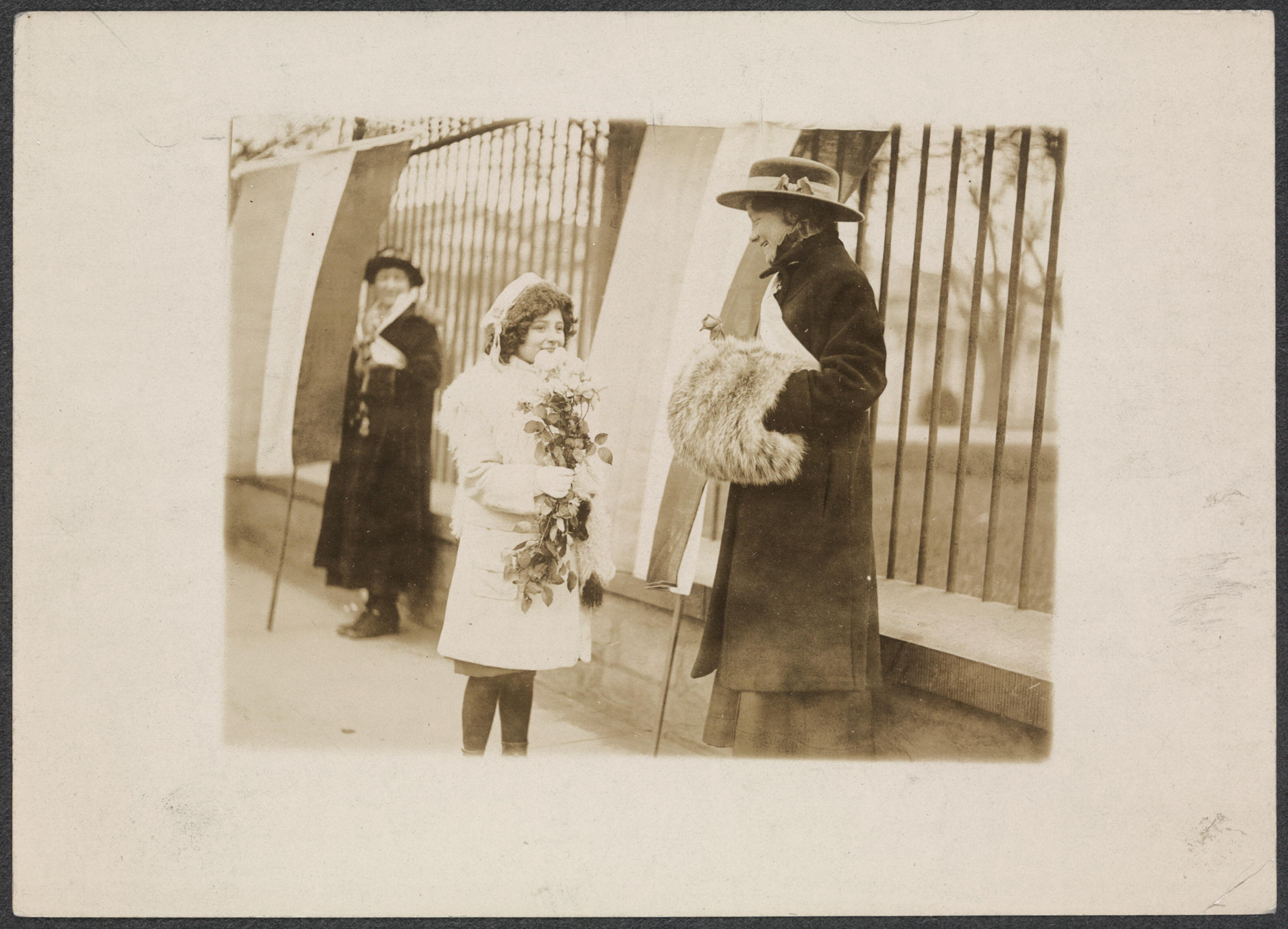
Ein Mädchen überreicht einem Streikposten mit Pelzmuff und Wahlrechtsbanner einen Blumenstrauß, während diese vor dem Weißen Haus demonstriert. Hazel Hunkins Hallinan schaut von links zu und hält ein weiteres Banner. 1917

Hallinan traf im Sommer 1916 Anna Louise Rowe, ein Mitglied der National Woman’s Party (NWP), die sich auf Geheiß der Parteiführerin Alice Paul in Billings aufhielt, um NWP-Filialen in ganz Montana zu gründen. Hallinan gründete in Billing eine NWP-Abteilung, wurde Vorsitzende der NWP im Bundesstaat Montana und reiste durch Montana, um auf öffentlichen Versammlungen zu sprechen. Als die Demokratische Partei das vorgeschlagene Gleichstellungsgesetz für Frauen blockierte, begannen die NWP-Mitglieder Mahnwachen vor dem Weißen Haus in Washington zu halten. Die streikenden Frauen waren physischer Gewalt und verbalen Beschimpfungen ausgesetzt, während sie schweigend ihre Transparente in der Hand hielten. Zunächst stellten die Behörden das Versammlungsrecht der Suffragistinnen nicht in Frage, doch ab Juni, zwei Monate nach dem Eintritt der Vereinigten Staaten in den Ersten Weltkrieg, begann die Polizei, die Frauen wegen ungeordneten Verhaltens und der Behinderung der Bürgersteige anzuklagen. Hallinan wurde am 4. Juli bei einer Demonstration zum ersten Mal verhaftet, kam aber nicht ins Gefängnis. Bis Oktober 1917 wurden siebzig Frauen inhaftiert, einige verbüßten Haftstrafen von bis zu sechs Monaten.
Im Herbst 1917 hatte Hallinan eine Stelle als Forscherin beim National Labour Relations Board angenommen, einer vorübergehenden Agentur, die zur Überwachung von Arbeitsfragen in Kriegszeiten gegründet wurde. Hallinan setzte ihre Wahlrechtsaktivitäten fort. Am 6. August 1918 wurde auf dem Lafayette Square ein Protest organisiert wurde, um den Senat davon zu überzeugen, vor der Vertagung die Änderung des Bundeswahlrechts zu verabschieden. Als Hallinan versuchte zu sprechen, wurde sie sofort verhaftet. Sie und ihre Mitgefangenen wurden zur Verbüßung ihrer 10- bis 15-tägigen Haftstrafe in ein verlassenes Gefängnisgebäude im District of Columbia gebracht und traten sofort in einen Hungerstreik, um gegen die Bedingungen ihrer Inhaftierung zu protestieren. Nach fünf Tagen wurden sie und die anderen Frauen freigelassen. Hallinans letzte Verhaftung erfolgte im Januar 1919, als sie sich an der Entzündung von Wachfeuern für die Freiheit vor den Toren des Weißen Hauses beteiligte. Im Juni 1919 verabschiedete der Senat die Änderung des Bundeswahlrechts, die am 26. August 1920 von den Bundesstaaten ratifiziert wurde.

## Journalistin und Einsatz für Frauenrechte in England
Nach ihrer Entlassung aus dem Gefängnis traf sie den Journalisten Charles Hallinan bei einem pazifistischen Treffen, bei dem er als Redner auftrat. Er war damals verheiratet und hatte eine Tochter, und seine Frau wehrte sich gegen eine Scheidung. Im Juni 1920 zog sie nach England, um für die American Railway Brotherhood Recherchen über die Genossenschaftsbewegung durchzuführen, und Charles Hallinan folgte ihr im November als Finanzredakteur von United Press International nach England. Ihre Tochter wurde 1921 geboren und zwischen 1922 und 1931 bekam sie mit Charles Hallinan drei weitere gemeinsame Kinder. 1930 heiratete sie ihn und nannte sich dann Hazel Hunkins-Hallinan.
Im Zuge ihrer Forschungen zur Genossenschaftsbewegung besuchte sie Vorlesungen an der London School of Economics, um ihr Wissen über politische und wirtschaftliche Fragen zu verbessern. Mit Ausnahme einer kurzen Zeit während des Zweiten Weltkriegs, als sie von London nach Amerika evakuiert wurde, verbrachte sie den Rest ihres Lebens in England. Sie arbeitete als freiberufliche Journalistin und war vierzehn Jahre lang Gesellschaftskorrespondentin der Chicago Tribune und veröffentlichte London Letters unter dem Namen Ann Whittingham.
Hallinan trat 1922 in die Six Point Group (SPG) ein und fungierte später in den 1960er und 1970er Jahren als deren Präsidentin. Die SPG war eine überparteiliche politische Gruppe, die 1921 von Margaret Mackworth, 2. Viscountess Rhondda gegründet wurde und zu deren Mitgliedern ehemalige Frauenrechtlerinnen gehörten, die an praktischen Maßnahmen für die soziale, wirtschaftliche und politische Gleichstellung von Frauen interessiert waren.
1968 war Hallinan Herausgeberin von In Her Own Right, einer von der Six Point Group gesponserten Aufsatzsammlung über die anhaltenden Herausforderungen, mit denen Frauen in ihrem Privat- und Berufsleben konfrontiert sind. Sie war außerdem Mitglied der Married Women's Association  und arbeitete in den 1960er Jahren mit der Abortion Law Reform Association  zusammen. Sie nahm 1963 am Weltfrauenkongress in Moskau teil und arbeitete nach dem Tod ihres Mannes weiterhin mit dem Parlament zusammen, um Gesetzesentwürfe zu verabschieden, die Frauen helfen sollten.
Hallinan hatte ihre Verbindung zu Amerika durch Besuche und Vortragsreisen aufrechterhalten. 1973 nahm sie Kontakt zur 1966 gegründeten National Organization for Women (NOW) in Amerika auf. 1977 hielt sie bei dem Gedenkgottesdienst für Alice Paul eine Rede und nahm anschließend an einem Marsch zur Unterstützung des Equal Rights Amendment teil, der von der National Organization for Women organisiert wurde. Sie war dann Ehrengast im Weißen Haus, als Präsident Jimmy Carter die Proklamation zum Woman’s Equality Day unterzeichnete. Carter schenkte ihr den Stift, mit dem er die Proklamation unterzeichnete, in der er seine Unterstützung für den Equal Rights Amendment bekräftigte.
Hazel Hunkins Hallinan starb 1982 im Alter von 91 Jahren in ihrem Haus in London. Sie wurde in Billings (Montana) neben ihren Eltern und ihrem Ehemann beerdigt.
2022 wurde ihr zu Ehren von der William G. Pomeroy Foundation ein Historischer Marker in Billings angebracht.